# Fadiouth

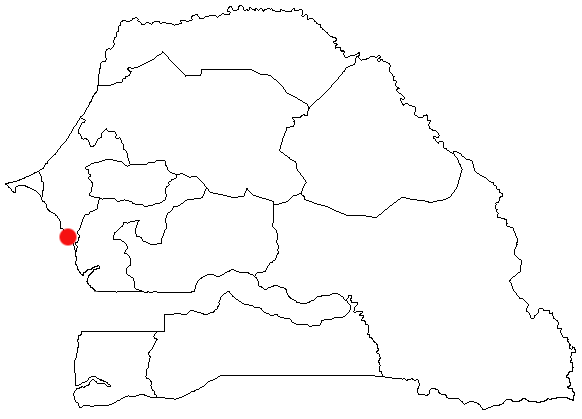
Localización de la Isla de Fadiouth en Senegal.

Fadiouth es una isla situada a 114 kilómetros de Dakar, la capital de Senegal. Llamada también "L'île aux Coquillages" (Isla de Conchas) es, sin duda, uno de los lugares turísticos más bonitos de Senegal. Tiene un cementerio de conchas, graneros de mijo palafíticos sobre el mar y un entorno paisajístico de manglares. 
La tolerancia en la convivencia entre musulmanes y católicos es un rasgo característico de esta zona del país que atrae cada año a miles de visitantes, demostrando que es posible el diálogo entre cultura y religión.
Cada año la isla recibe la visita de cientos de turistas, principalmente franceses y españoles, quienes pueden comprobar el gran patrimonio cultural de esta zona, caracterizada además por su tranquilidad y su población acogedora.
La población es de etnia serer, una de las etnias más importantes del país. En esta pequeña isla de aproximadamente 12 hectaréas viven unos 5000 habitantes.

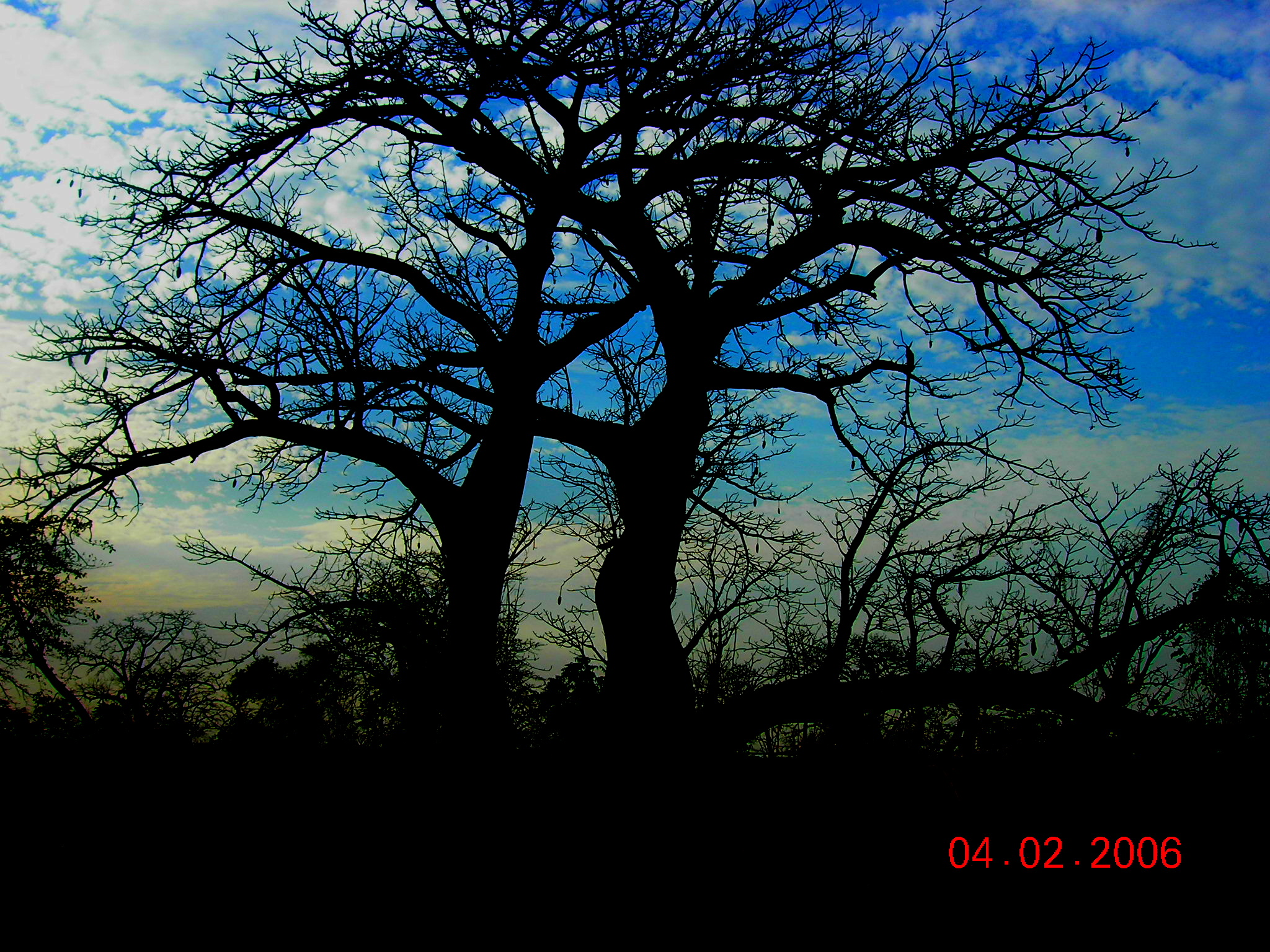
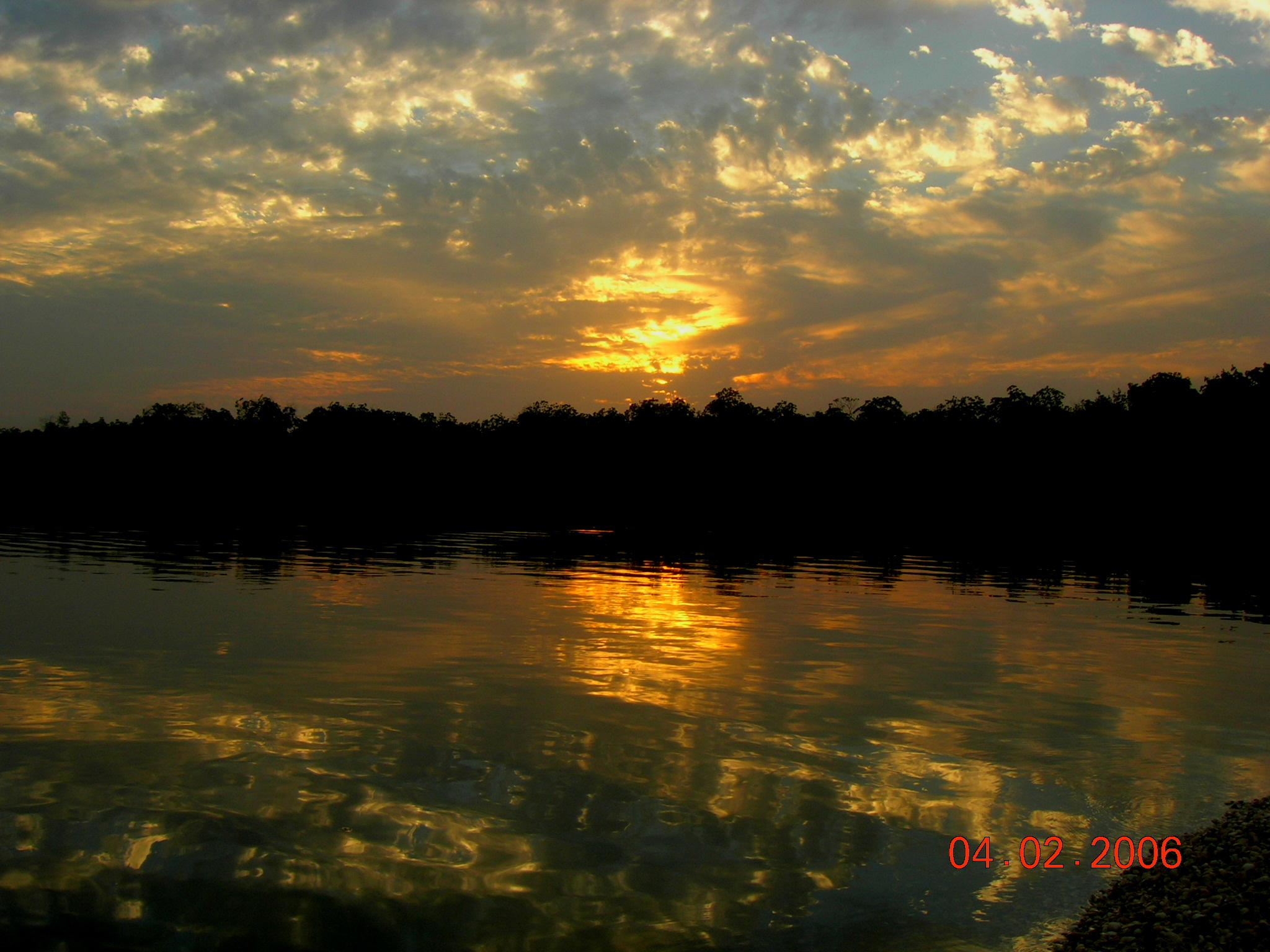
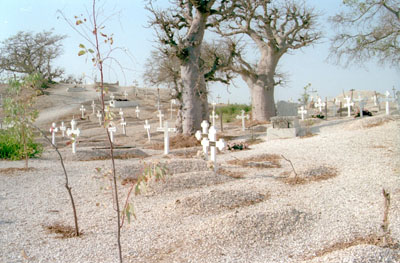

- Datos: Q292279